# Koninklijke Marine Reserve
De Koninklijke Marine Reserve (KMR) is de militaire reserve van de Koninklijke Marine. De eenheid groeit gestaag en telt momenteel ruim 1100 personen en bestaat uit voormalige beroeps- en dienstplichtige militairen en groeiende groep nieuwe reservisten.

## Geschiedenis
De Koninklijke Marine Reserve werd in 1894 opgericht, die zou worden "samengesteld uit hen, die vroeger bij de actieve zeemacht hebben gediend of wier beroep in tijd van vrede nauw verwant is aan den dienst ter zee." Het voornaamste doel van de oprichting van de reserve was het in oorlogstijd snel kunnen bemannen van schepen, zonder in vredestijd een te groot personeelsbestand te hebben.
Ten tijde van de dienstplicht in Nederland werden dienstplichtofficieren standaard opgeleid tot aspirant-reserveofficier (ARO) en zodoende toegevoegd aan de KMR.

## Huidige samenstelling
De Reserve is verdeeld in drie vakgebieden: reservist militaire taken (RMT), reservist specifieke deskundigheid (RSD) en reserveofficieren speciale diensten zeeverkeer (RSDZ). De RMT'ers zijn verdeeld over drie uitvalsbases: Den Helder, Doorn en Rotterdam.

## Onderscheidingsvlag
Schepen die onder het gezag van een officier van de KMR varen, hebben onder voorwaarden het recht om een speciale onderscheidingsvlag te voeren in plaats van de natievlag.